# Arne Bergodd
Arne Bergodd (* 16. August 1948 in Drammen) ist ein ehemaliger norwegischer Ruderer, der 1976 eine olympische Silbermedaille gewann.

## Sportliche Karriere
Der 1,90 m große Arne Bergodd vom Drammen Roklub startete bei den Europameisterschaften 1971 in Kopenhagen zusammen mit Rolf Andreassen und Thor Egil Olsen im Zweier mit Steuermann. Die norwegische Crew belegte den neunten Platz.
Im Jahr darauf trat der Zweier bei den Olympischen Spielen 1972 in München in der gleichen Besetzung wie im Vorjahr an. Im ersten Vorlauf belegte das Boot den fünften Platz hinter den Booten aus der Tschechoslowakei, der Schweiz, Rumänien und Kanada. Im Hoffnungslauf erreichten die Norweger den zweiten Platz hinter den Briten und rückten damit ins Halbfinale. Dort kamen die Norweger wie im Vorlauf als Fünfte ins Ziel. Im B-Finale siegten die Norweger vor den Briten und den Kanadiern und belegten somit in der Gesamtabrechnung den siebten Platz.
1973 bei den Europameisterschaften in Moskau ruderten Andreassen und Bergodd zusammen mit Odd Sørum und Ole Nafstad im Vierer ohne Steuermann. Hinter dem Boot aus der DDR gewann das Boot aus der Sowjetunion Silber, eine Sekunde dahinter ruderten die Norweger zu Bronze.
Bei den Olympischen Spielen 1976 in Montreal traten Rolf Andreassen, Arne Bergodd, Finn Tveter und Ole Nafstad im Vierer an. Im dritten Vorlauf gewann das Boot aus der DDR vor dem Boot aus der Sowjetunion und den Neuseeländern, diese drei Boote erreichten direkt das Halbfinale. Die viertplatzierten Norweger mussten in den Hoffnungslauf, den sie hauchdünn vor den Kanadiern gewannen. Im ersten Halbfinale qualifizierten sich die Boote aus der DDR, aus Kanada und aus Neuseeland für das Finale, das zweite Halbfinale gewannen die Norweger vor den Booten aus der Sowjetunion und aus der Bundesrepublik Deutschland. Im Finale siegte das Boot aus der DDR mit fast vier Sekunden Vorsprung auf die Norweger, dahinter erreichte mit etwa einer Sekunde Rückstand das Boot aus der UdSSR vor den Neuseeländern das Ziel.